# Изабела Јурјева
Изабела Даниловна Јурјева (рус. Изабелла Даниловна Юрьева), по рођењу Бела Гдаљевна Лејвикова (рус. Белла Гдальевна Лейвикова; Ростов на Дону, 7. септембар 1899 — Москва, 20. јануар 2000) била је совјетска и руска певачица, народна уметница Руске Федерације (1992).